# Eugen Wormit
Eugen Wormit (* 7. Januar 1871 in Rettauen, Ostpreußen; † 22. Oktober 1927 ebenda) war ein deutscher Gutsbesitzer und Politiker (DNVP).

## Leben und Beruf
Wormit wurde als Sohn eines Gutsbesitzers geboren. Nach dem Besuch des Königlichen Gymnasiums in Bartenstein nahm er 1887 eine Tätigkeit in der Landwirtschaft auf und erhielt eine Vorbildung auf Gütern Mertensdorf und Blankenau. Von 1897 bis 1916 war er als Pächter der Güter Bögen und Stoden im Landkreis Friedland tätig. 1907 übernahm er die Leitung des Familiengutes in Rettauen.
Womit leistete Militärdienst, ehe er 1904 nach einem schweren Unfall als Reserveoffizier der Infanterie aus der Armee entlassen wurde. Von 1915 bis 1918 nahm er als Kriegsfreiwilliger am Ersten Weltkrieg teil. Während des Krieges wurde er als Kompanieführer und Offizier für die Gefangenenbewachung eingesetzt, zuletzt als Hauptmann der Reserve. Von 1920 bis 1922 war er Vorsitzender des ostpreußischen Landbundes, danach stellvertretender Vorsitzender des ostpreußischen Landwirtschaftsbundes.

## Abgeordneter
Wormit war von 1921 bis 1924 Mitglied des Preußischen Landtages. Bei der Reichstagswahl im Mai 1924 wurde er in den Deutschen Reichstag gewählt, dem er bis zu seinem Tode angehörte.